# Nashville Skyline
Nashville Skyline este al nouălea album de studio al cantautorului Bob Dylan, lansat prin Columbia Records în aprilie 1969.
Albumul a marcat o schimbare pentru Dylan, cunoscut până atunci pentru muzica folk poetică dar și pentru rock'n'roll. Astfel pe Nashville Skyline, Dylan a continuat cu stilul rustic experimentat pe John Wesley Harding, produsul final fiind de această dată cuprins aproape în totalitate de muzică country.
Rezultatul a fost un album de succes având și reacții bune din partea criticilor vremii. Albumul a ajuns până pe locul 3 în SUA iar în Regatul Unit a atins primul loc, fiind al patrulea album al lui Dylan ce reușește acest lucru. 

## Tracklist
1. "Girl from the North Country" (cu Johnny Cash) (3:41)
2. "Nashville Skyline Rag" (3:12)
3. "To Be Alone with You" (2:07)
4. "I Threw It All Away" (2:23)
5. "Peggy Day" (2:01)
6. "Lay Lady Lay" (3:18)
7. "One More Night" (2:23)
8. "Tell Me That It Isn't True" (2:41)
9. "Country Pie" (1:37)
10. "Tonight I'll Be Staying Here with You" (3:23)

- Toate cântecele au fost scrise de Bob Dylan.

## Single-uri
- "I Threw It All Away" (1969)
- "Lay Lady Lay" (1969)
- "Tonight I'll Be Staying Here with You" (1969)